# Billie Piper
Billie Paul Piper, rozená Leian Paul Piper (* 22. září 1982, Swindon, Wiltshire, Anglie) je anglická herečka a bývalá zpěvačka.

## Kariéra
První desku s názvem Honey to the B vydala v roce 1998, ve svých patnácti letech. První singl z této desky „Because We Want To“ se umístil na první příčce UK Singles Chart, tím se tak stala nejmladším umělcem v historii, kterému se to podařilo. V roce 2000 vydala druhou a zároveň poslední desku Walk of Life.
Mezi její nejznámější filmové a seriálové role patří postava Rose Tyler v seriálu Pán času a role luxusní prostitutky Belle de Jour v seriálu Tajný deník call girl.

## Rodina
V roce 2001 se v Las Vegas provdala za moderátora Chrise Evanse  Manželé se rozešli v roce 2004, o tři roky později v roce 2007 se rozvedli. Důvodem rozpadu manželství byl velký věkový rozdíl, který činil 16 let. Podruhé se Billie Piper provdala 31. prosince 2007 za herce Laurence Foxe. Jejich první syn Winston James se narodil 21. října 2008. Druhý syn Eugene Pip se narodil 5. dubna 2012. .